# Jaime Eyzaguirre

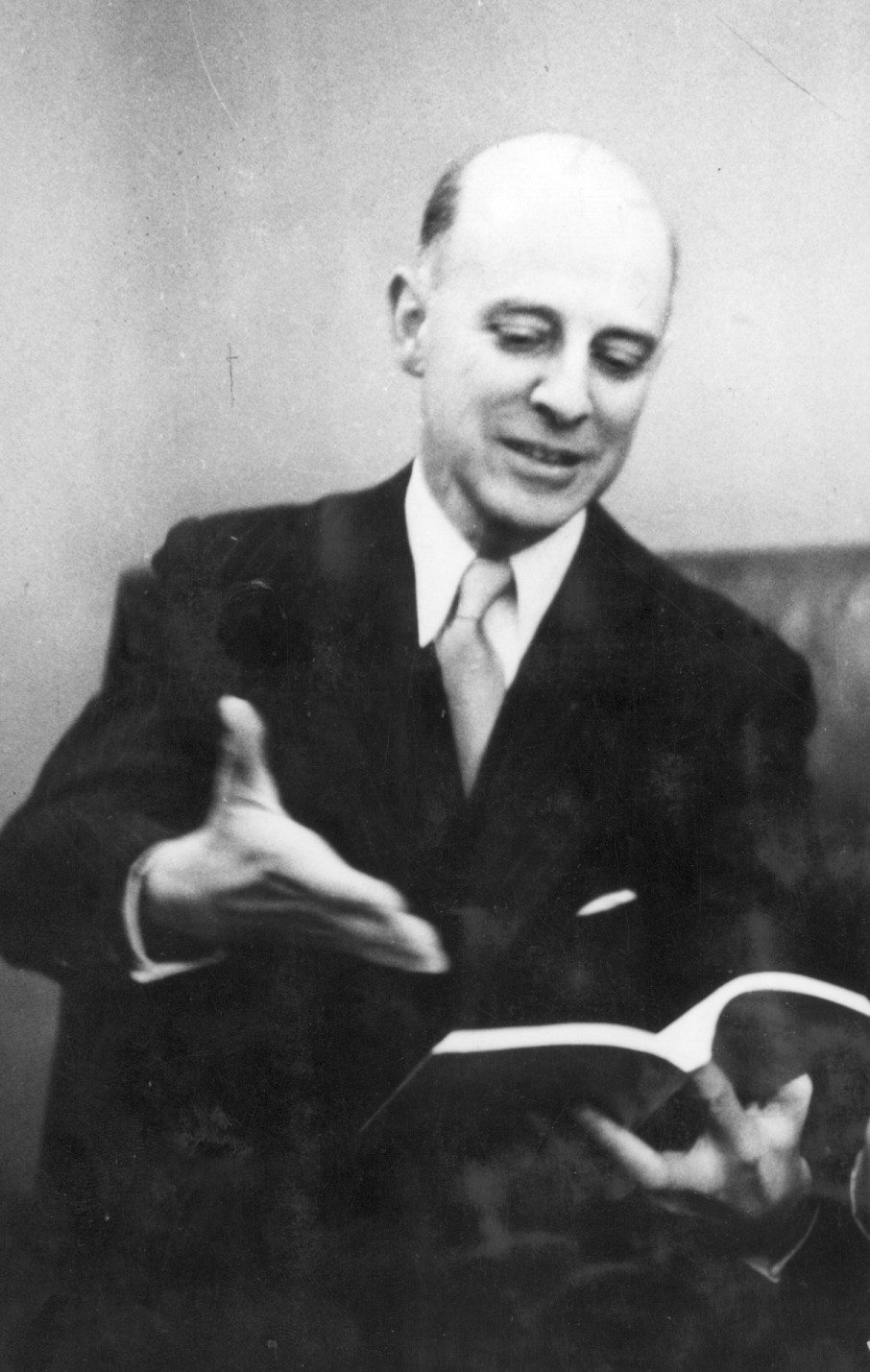
Jaime Eyzaguirre

Jaime Miguel Eyzaguirre Gutiérrez (* 21. Dezember 1908 in Santiago de Chile; † 17. September 1968 ebenda) war ein chilenischer Rechtsanwalt und Historiker, wichtiger Repräsentant der katholischen Geschichtswissenschaft in seinem Land.

## Leben und Werk
Eyzaguirre entstammte einer alteingesessenen Akademikerfamilie und besuchte die von Steyler Missionaren geleitete Deutsche Auslandsschule in Santiago. Er studierte Rechtswissenschaft an der Universidad Católica de Chile und erhielt später eine Anwaltszulassung.
Er war Historiker, Essayist und wurde 1942 Professor für allgemeine Geschichte an der Philosophischen Fakultät der Katholischen Universität in Santiago.
Er war Mitglied des spanischen Königlichen Akademie, der Real Academia Española, und einer der Gründer der Academia Chilena de la Historia. Außerdem gründete er die chilenischen Zeitschriften Estudios und Historia.
Er vertrat die Ansicht einer Überlegenheit der Spanier und hob die entscheidende, progressive historische Rolle Spaniens in der Geschichte Lateinamerikas hervor, er rechtfertigte den Caudillismo und betonte die marginale Bedeutung eines breiten Teils der Bevölkerung im Kampf für die Unabhängigkeit. Er war ein Kritiker des Liberalismus, Positivismus und Marxismus in der Geschichtswissenschaft.

## Preise und Auszeichnungen
- 1926 Kreuz des Ordens de San Gregorio Magno
- 1946 Erster Preis im Concurso Nacional, zusammengerufen zum Schreiben einer Biografie über Bernardo O’Higgins
- 1947 Kommandeur des Ordens de Isabel la Católica
- 1951 Premio Camilo Henríquez der Sociedad de Escritores de Chile
- 1954 Großkreuz des Ordens Alfonso X.
- 1965 Großes Bundesverdienstkreuz der Bundesrepublik Deutschland
- 1968 Geschichtspreis Francisco Antonio Encina der Gemeinde Santiago für seine Geschichte Chiles (posthum)
- Ehren-Medaille der Academia Chilena de la Historia (posthum)